# منتخب فانواتو لكرة القدم الشاطئية
منتخب فانواتو لكرة القدم الشاطئية هو ممثل فانواتو الرسمي في المنافسات الدولية في كرة القدم، وكرة قدم شاطئية
، يديريه اتحاد فانواتو لكرة القدم.